# Mollisia typhae
Mollisia typhae är en svampart som först beskrevs av Mordecai Cubitt Cooke, och fick sitt nu gällande namn av William Phillips 1887. Mollisia typhae ingår i släktet Mollisia och familjen Dermateaceae.   Inga underarter finns listade i Catalogue of Life.